# Grb Občine Velika Polana
Grb Občine Velika Polana je razdvojen z zlatim trakom. V modrem delu so tri srebrne marjetice z rumenimi semeni, v zelenem pa na črnih tleh stoji štorklja v naravni barvi.
Grb so začeli uporabljati 17. februarja 2005.